# Prata di Pordenone
Prata di Pordenone é uma comuna italiana da região do Friuli-Venezia Giulia, província de Pordenone, com cerca de 6.963 habitantes. Estende-se por uma área de 22 km², tendo uma densidade populacional de 317 hab/km². Faz fronteira com Brugnera, Mansuè (TV), Pasiano di Pordenone, Porcia, Pordenone, Portobuffolé (TV).

## Demografia
| Variação demográfica do município entre 1861 e 2011                               |
|                                                                                   |
| Fonte: Istituto Nazionale di Statistica (ISTAT) - Elaboração gráfica da Wikipedia |